# Stephens, Arkansas
Stephens là một thành phố thuộc quận Ouachita, tiểu bang Arkansas, Hoa Kỳ. Năm 2010, dân số của thành phố này là 891 người.

## Dân số
- Dân số năm 2000: 1152 người.
- Dân số năm 2010: 891 người.